# روبي وايس
روبي وايس (بالإنجليزية: Robbie Weiss)‏ هو لاعب كرة مضرب أمريكي، ولد في 1 ديسمبر 1966 في شيكاغو في الولايات المتحدة.

## وصلات خارجية
- روبي وايس على موقع رابطة محترفي التنس (الإنجليزية)
- روبي وايس على موقع الاتحاد الدولي لكرة المضرب (الإنجليزية)
- روبي وايس على موقع خلاصة التنس.كوم (الإنجليزية)